# Довнар Геннадій Станіславович
Довнар Геннадій Станіславович — український письменник і публіцист.

## Біографія
Народився 8 липня 1925 року в Білорусі.
Закінчив філологічний факультет Одеського державного університету.
Учасник Другої світової війни.
З 1950 по 1954 рік працював учителем української мови та літератури в середній школі № 16 міста Луганська. Потім перейшов на журналістську роботу і з 1958 по 1983 рік був головним редактором Луганського обласного телебачення.
Член НСП України з 1964 року. З 1983 по 1988 роки — відповідальний секретар Луганської організації СПУ.
Писав українською та російською мовами.
Автор повістей «Коли серця запалити» (1952), «У шахтарську сім'ю» (1958), «Друзі поруч»(1961), «Повернення» (1976); романів «Людина, яка воскресла» (1966), «Головченки» (1975, 1985), «Дорога без кінця» (1980, 1985), «Делись огнем» (1985); документальних повістей «На бистрині» (1968), «Іванко-Дивосил» (1975), «Луганці» (1994), «Христофор воскрес» (1997), «Горячий экран» (1997), а також щоденників «Моя желанная неволя». «Зов разума» (2000) та інших творів.
Помер 2009 року в Луганську.

## Відзнаки та нагороди
Нагороджений орденами Вітчизняної війни 1-го ст., Слави 3-го ст. та «За мужність», медалями і Почесною Грамотою Президії Верховної Ради УРСР. Почесний громадянин Луганська.

## Твори
- Довнар Г. С . У шахтарську сім'ю . — К.:Держ. вид-во худож. літ., 1958 . — 93 с.
- Довнар Г. С. Друзі поруч. — :Луг. обл. вид-во, 1960 . — 174 с.
- Довнар Г. С. Людина, яка воскресла . — К.:Радянський письменник, 1966 . — 240 с.
- Довнар Г. С. На бистрині. — Донецк: Донбас, 1968 . — 87 с. Довнар, Г. Большая судьба : Очерки из истории Ворошиловградского завода угольного машиностроения А. Я. Пархоменко . — Донецк: Донбасс, 1972 . — 163 с.
- Довнар Г. С. Дорога без кінця . — К.:Радянський письменник, 1980 . — 272 с.
- Довнар Г. С. Мины падают в цель . — Донецк: Донбас, 1981 . — 160 с.
- Довнар Г. С. Знак человечности . — Донецк: Донбас, 1990 . — 175 с.
- Довнар Г. С. Гарячий екран . — Луганск: Світлиця, 1997 . — 240 с.
- Довнар Г. С. Христофор воскрес . — Луганск: Світлиця, 1997 . — 248 с.
- Довнар, Г. С. Отцы и правнуки Луганска : история города в лицах Луганск: Світлиця, 2000 . — 264 с.
- Довнар Г. Зов разума . — Луганск: Світлиця, 2000 . — 164 с.
- Довнар Г. С. Я — Земля! . — Луганск, 2001 . — 156 с.
- Довнар Г. С. Делись огнем . — Луганск: Янтарь, 2005 . — 302 с.
- Довнар, Г. С. Я — гражданин . — Луганск: Світлиця, 2006 . — 116 с.